# آرجون پاتیالا
آرجون پاتیالا (به هندی: Arjun Patiala) فیلمی محصول سال ۲۰۱۷ و به کارگردانی روهیت جوگراج چائوهان است. در این فیلم بازیگرانی همچون دیلجیت دوسانجه، کریتی سانون، وارون شارما، رونیت روی، پانکاج تریپاتی، محمد زیشان ایوب، سانی لئونه، پریتویراج سوکوماران، شرادها کاپور، نیدی آگروال، دنوش و ایندراجیت سوکوماران ایفای نقش کرده‌اند.